# USS Tilefish (SS-307)
Za druga plovila z istim imenom glejte USS Tilefish.
USS Tilefish (SS-307) je bila jurišna podmornica razreda balao v sestavi Vojne mornarice Združenih držav Amerike. Pozneje je bila prodana Venezuelski vojni mornarici, kjer je nosila ime ARV Carite (S-11).